# Vương thân Daniel, Công tước phu quân xứ Västergötland
Vương thân Daniel, Công tước phu quân xứ Västergötland (Olof Daniel Westling, sinh ngày 15 tháng 9 năm 1973) là chồng của Thái nữ Victoria, Nữ Công tước xứ Västergötland - người sẽ kế vị ngai vàng của Vương quốc Thụy Điển trong tương lai. Anh vốn là huấn luyện viên thể dục riêng của Victoria, xuất thân từ tầng lớp bình dân. Tình yêu của hai người từng bị cả Vương thất cấm cản. Nhưng sau bao sóng gió, họ lại đến với nhau bằng lễ cưới sang trọng vào tháng 6 năm 2009 tại Stockholm.

## Cuộc sống cá nhân
Daniel sinh ngày 15 tháng 9 năm 1973 tại Örebro. Anh là con trai của Olle Gunnar Westling và Anna Ewa Kristina Westling. Sau khi hoàn tất chương trình phổ thông, anh gia nhập hàng ngũ quân đội Thụy Điển. Năm 2001, anh gặp Công chúa Victoria và trở thành huấn luyện viên thể dục của cô.
Ngày 1 tháng 6 năm 2008, Daniel chuyển đến căn hộ một phòng ngủ tại toà nhà Pagebyggnaden trong một khu vực ở Cung điện Drottningholm

## Gia đình
Westling bị bệnh bẩm sinh (nhưng không di truyền) gây suy giảm chức năng thận. Ba tháng sau khi anh đính hôn, vào ngày 28 tháng 5 năm 2009, Westling đã trải qua một ca ghép thận tại Bệnh viện Đại học Karolinska. Cha anh là người hiến thận. Cuộc giải phẫu thành công. Victoria không thể có mặt khi cuộc giải phẫu diễn ra bởi vì cô ấy ở Greenland vào thời điểm đó.

### Kết hôn
Ngày 24 tháng 2 năm 2009, Daniel và Victoria ra mắt Vua Carl XVI Gustaf. Lễ cưới được tiến hành ngày 19 tháng 6 năm 2010. Sau lễ cưới, cả hai chuyển đến sống tại Cung điện Haga.

### Con cái
Cuộc hôn nhân của Vương thân Daniel cùng Thái nữ Victoria có hai người con, lần lượt là:
1. Vương tôn nữ Estelle, Nữ Công tước xứ Östergötland, sinh ngày 23 tháng 2 năm 2012, hiện cô đứng thứ 2 trong dòng kế vị ngai vàng của Vương quốc Thụy Điển chỉ sau mẹ mình.
2. Vương tôn Oscar, Công tước xứ Skåne, sinh ngày 2 tháng 3 năm 2016, hiện cậu đứng thứ 3 trong dòng kế vị ngai vàng của Vương quốc Thụy Điển chỉ sau mẹ và chị mình.

## Tước hiệu

Huy hiệu của Vương thân Daniel

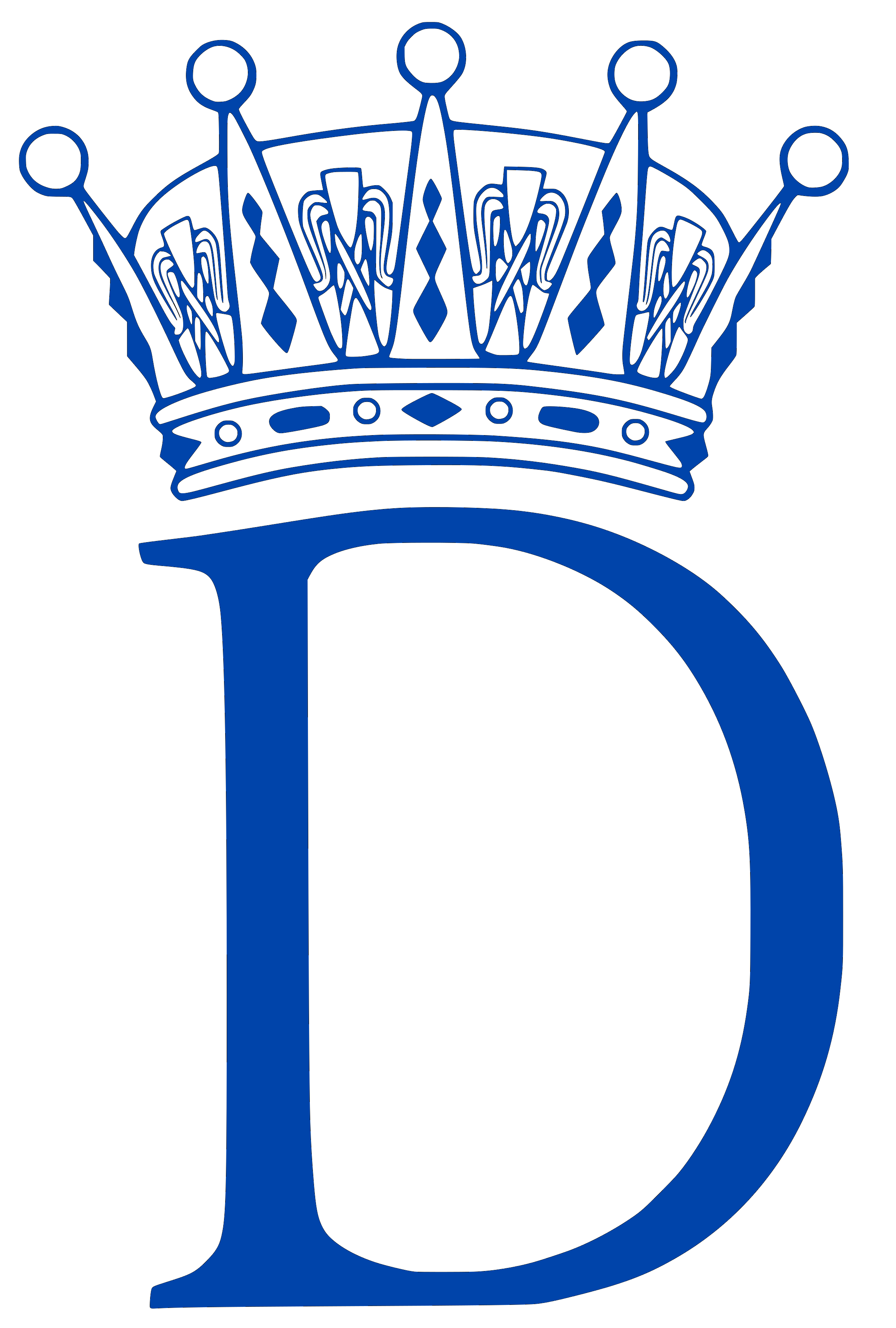
Vương huy dạng ký tự

15 tháng 9 năm 1973 - 19 tháng 6 năm 2010: Mr. Daniel Westling
19 tháng 6 năm 2010 - nay: Vương thân Daniel, Công tước xứ Västergötland Điện hạ